# Tallahassee Tennis Challenger 2003
Il Tallahassee Tennis Challenger 2003 è stato un torneo di tennis facente parte della categoria ATP Challenger Series nell'ambito dell'ATP Challenger Series 2003. Il torneo si è giocato a Tallahassee negli Stati Uniti dal 2 all'8 giugno 2003 su campi in cemento.

## Vincitori

### Singolare
Paul Goldstein ha battuto in finale  Alex Kim che si è ritirato sul punteggio di 2-6, 6-2, 4-0

### Doppio
Il torneo di doppio non è stato completato